# Moratuwa
Moratuwa ist mit 168.280 Einwohnern (2012) nach Colombo und Dehiwala-Mount Lavinia die drittgrößte Stadt in Sri Lanka. Sie liegt in der Provinz Westprovinz, südlich der Hauptstadt Colombo, direkt am Indischen Ozean.
Die 1966 gegründete University of Moratuwa mit ca. 4000 Studenten ist eine der besten technischen Universitäten des Landes.

## Söhne und Töchter
- Florence Senanayake (geb. Mendis, 1903–1988), erste Abgeordnete im Parlament Ceylons
- Vincent Peiris (1941–2024), katholischer Geistlicher, Weihbischof in Colombo
- Julian Winston Sebastian Fernando (* 1945), katholischer Geistlicher, Bischof von Badulla
- Warnakulasurya Wadumestrige Devasritha Valence Mendis (* 1958), römisch-katholischer Geistlicher, Bischof von Kandy
- Echchampulle Arachchige Jude Nishanta Silva (* 1970), römisch-katholischer Geistlicher und Bischof von Badulla
- Kusal Mendis (* 1995), Cricketspieler

## Verkehr
Moratuwa wird von Nord nach Süd durchzogen von der breiten, verkehrsreichen Galle Road, an der sich Geschäfte, Büros, Industrie- und Gewerbebetrieb aneinander reihen. Im Westen des dicht besiedelten Stadtgebietes verläuft unmittelbar am Meer die Eisenbahnlinie Coastal Line, die in Moratuwa fünf Bahnhöfe bzw. Haltepunkte hat: Im Norden nahe der Stadtgrenze zur Nachbarstadt Dehiwala-Mount Lavinia der Haltepunkt Lunawa, südlich davon Angulana, anschließend der Hauptbahnhof Moratuwa, an dem auch die Fernzüge von Colombo in den Süden und Südosten des Landes halten. Es folgen südlich davon der Haltepunkt Koralawella und ganz im Süden der Stadt der Haltepunkt Egoda Uyana.

## Stadtbild und Bauwerke
Das dicht bebaute Stadtgebiet Moratuwas wird geprägt von vielen christlichen Schulen und zahlreichen Kirchen unterschiedlicher Konfessionen, wobei die Anglikanische Kirche und die Evangelisch-methodistische Kirche am stärksten vertreten sind. Besonders markant sind die anglikanische Holy Emmanuel Church, 1857–1860 im neogotischen Stil erbaut, sowie die neobarocke römisch-katholische St. Sebastian’s Church. Einen auffallenden Kontrast hierzu bildet die 2016 erbaute moderne evangelisch-methodistische Kirche im Ortsteil Moratuwella.  Aus der Zeit vor der Unabhängigkeit Sri Lankas sind nur wenige Gebäude erhalten wie z. B. der Glockenturm, hinter dem das neue Rathaus errichtet wurde, und das Postamt.

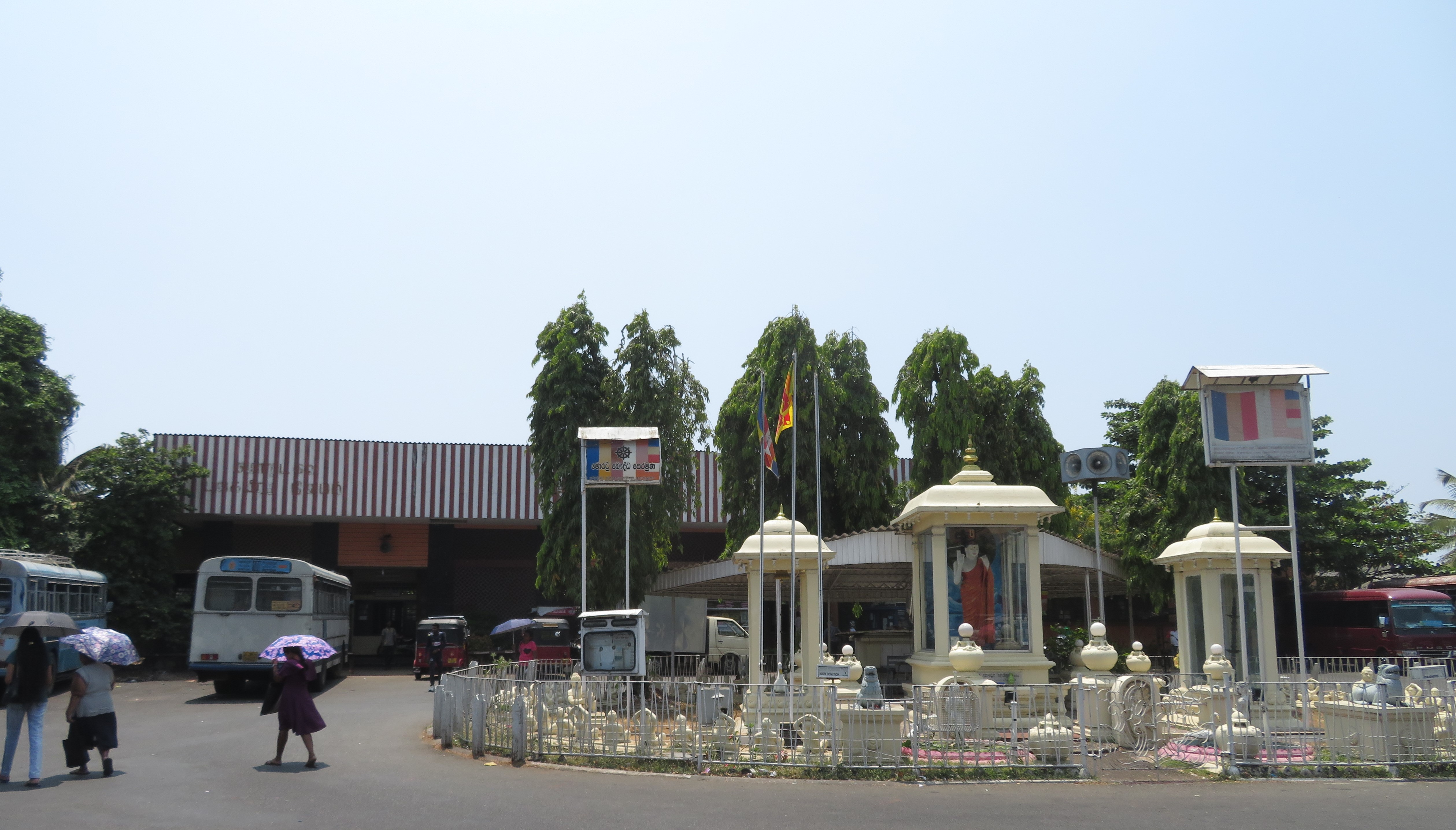
Bahnhof Moratuwa
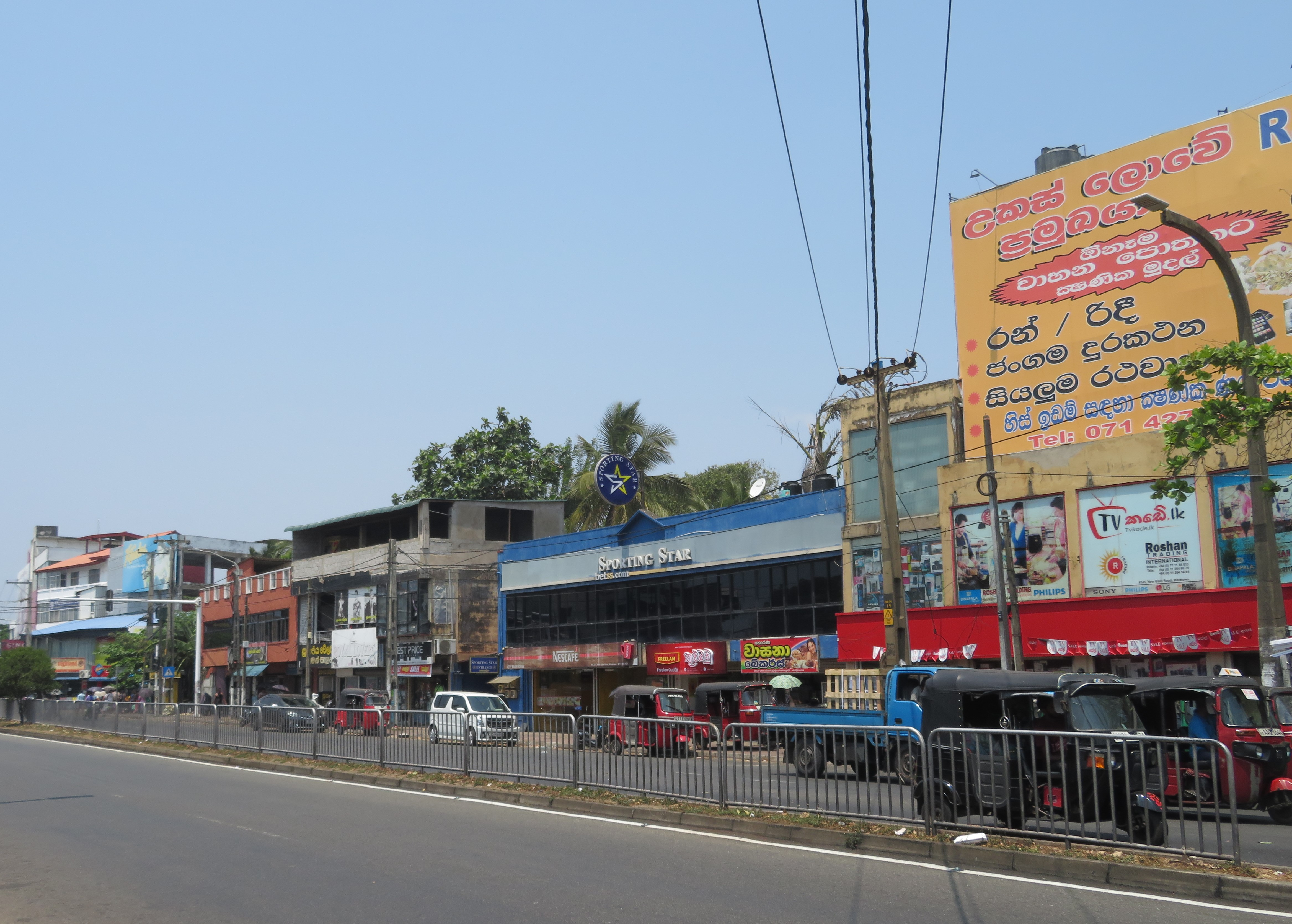
Galle Road
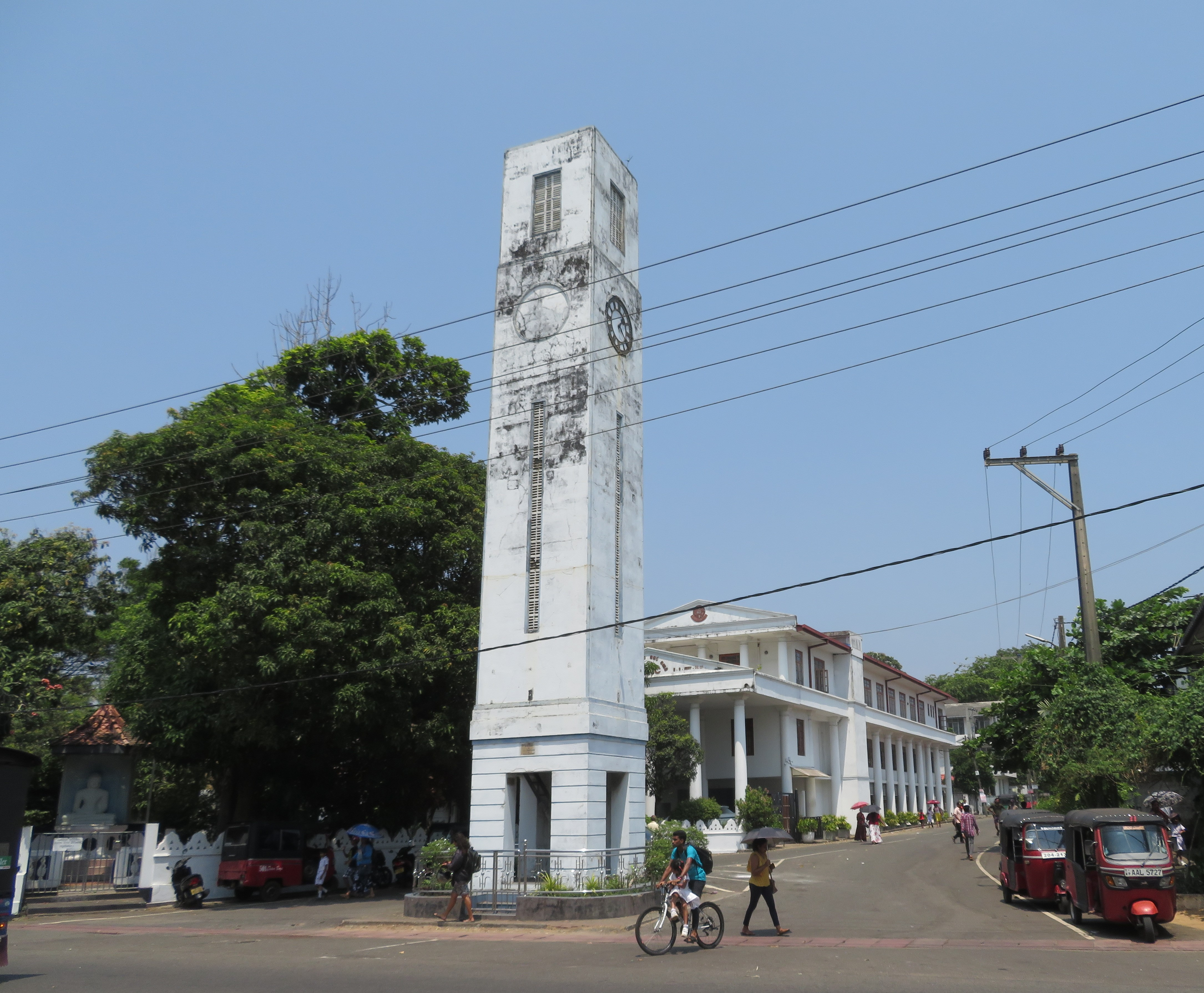
Uhrturm und neues Rathaus
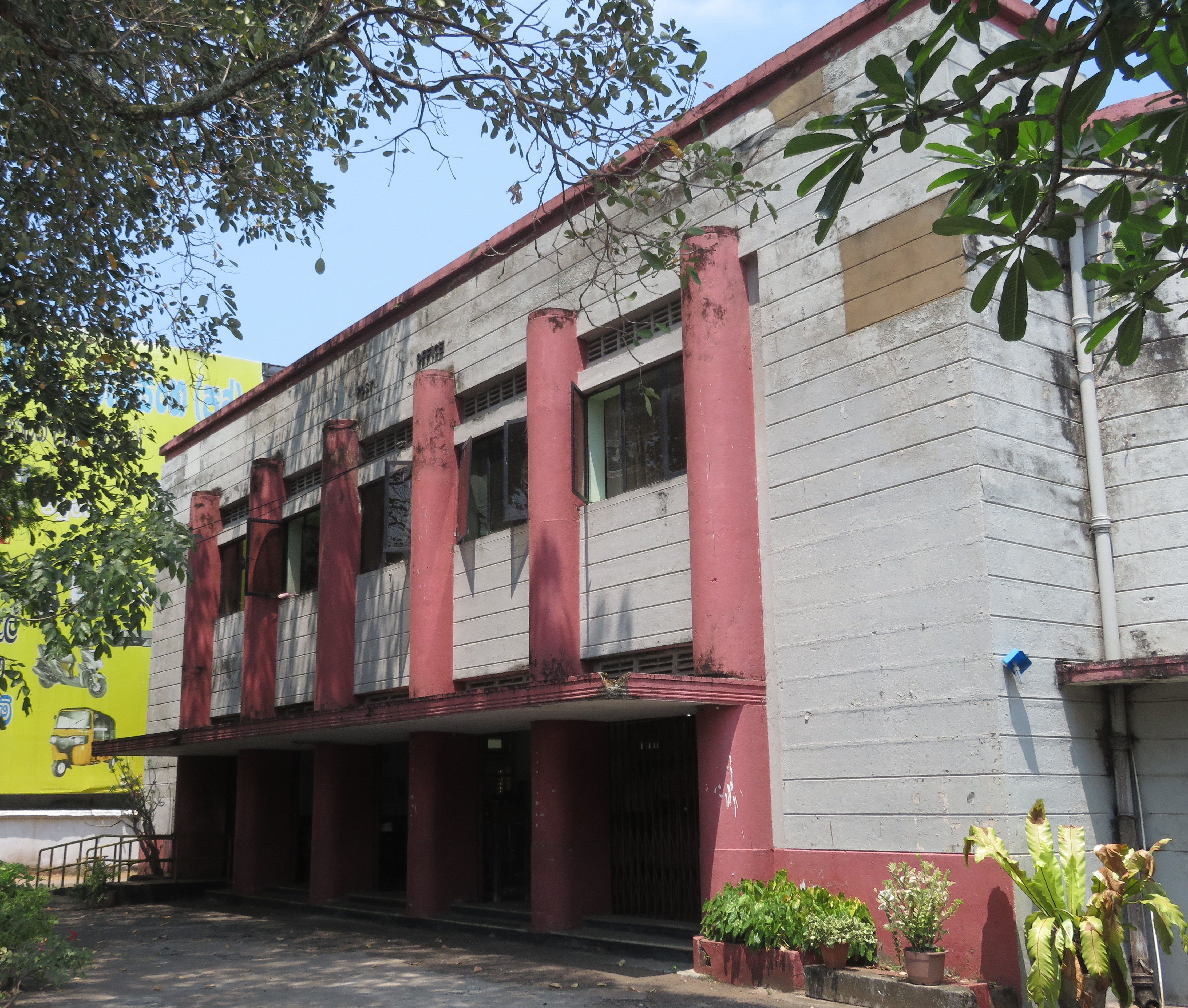
Postamt
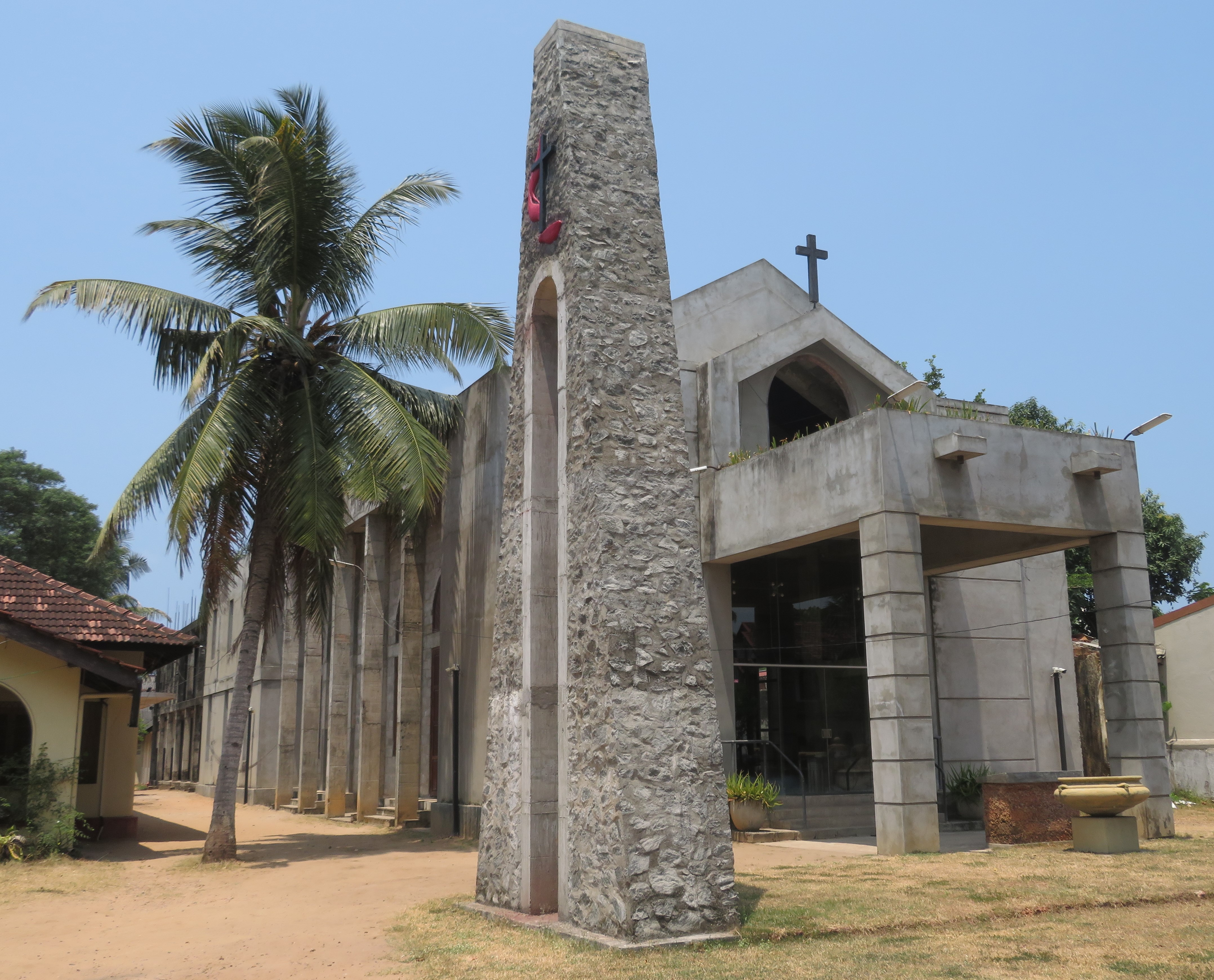
Evangelisch-methodistische Kirche in Moratuwella
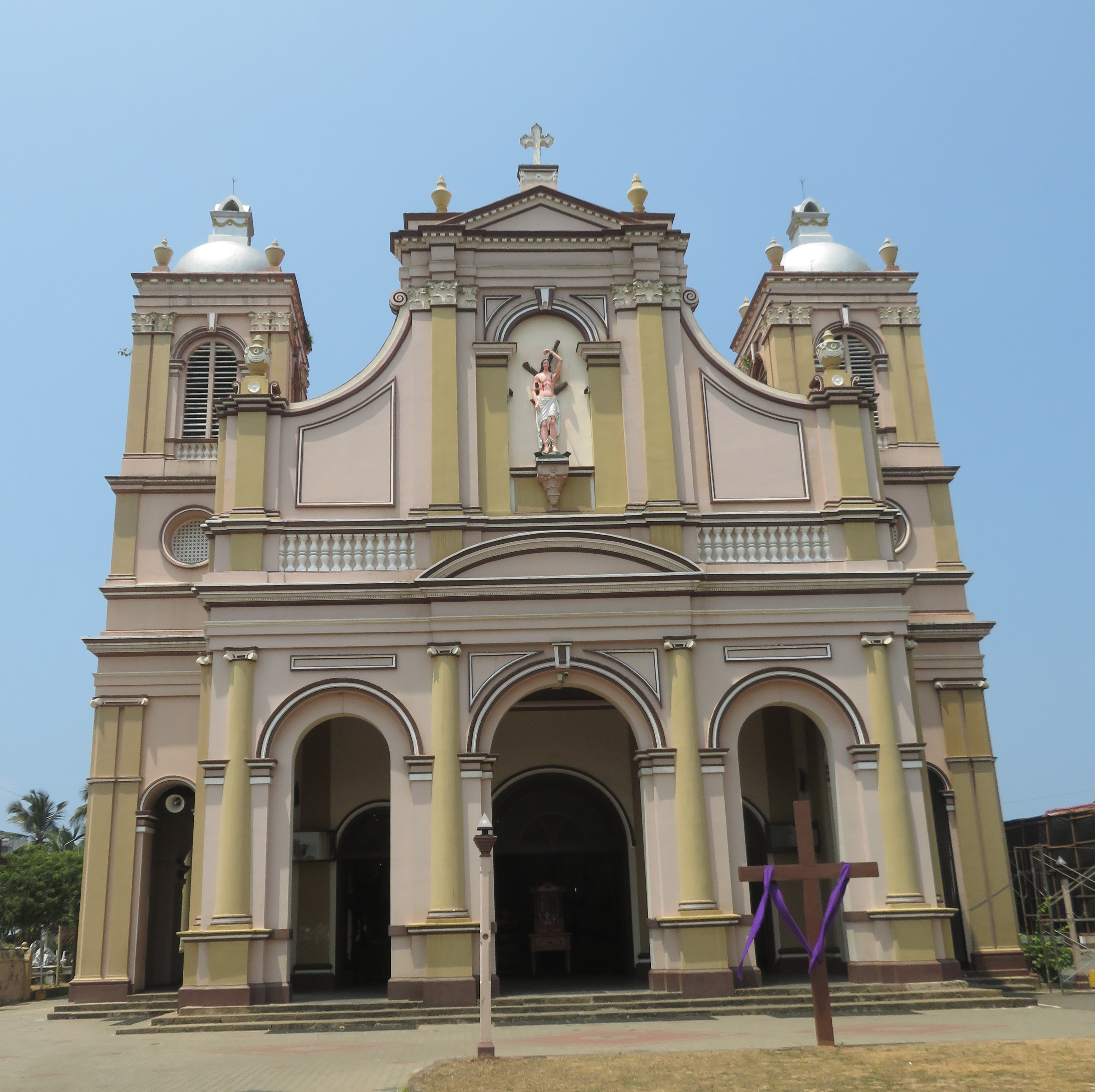
St. Sebastian’s Church